# Valentin Gappnigg
Valentin Gappnigg (* 1661/62 in der Steiermark; † 1736) war ein österreichischer Maler.

## Leben und Werk

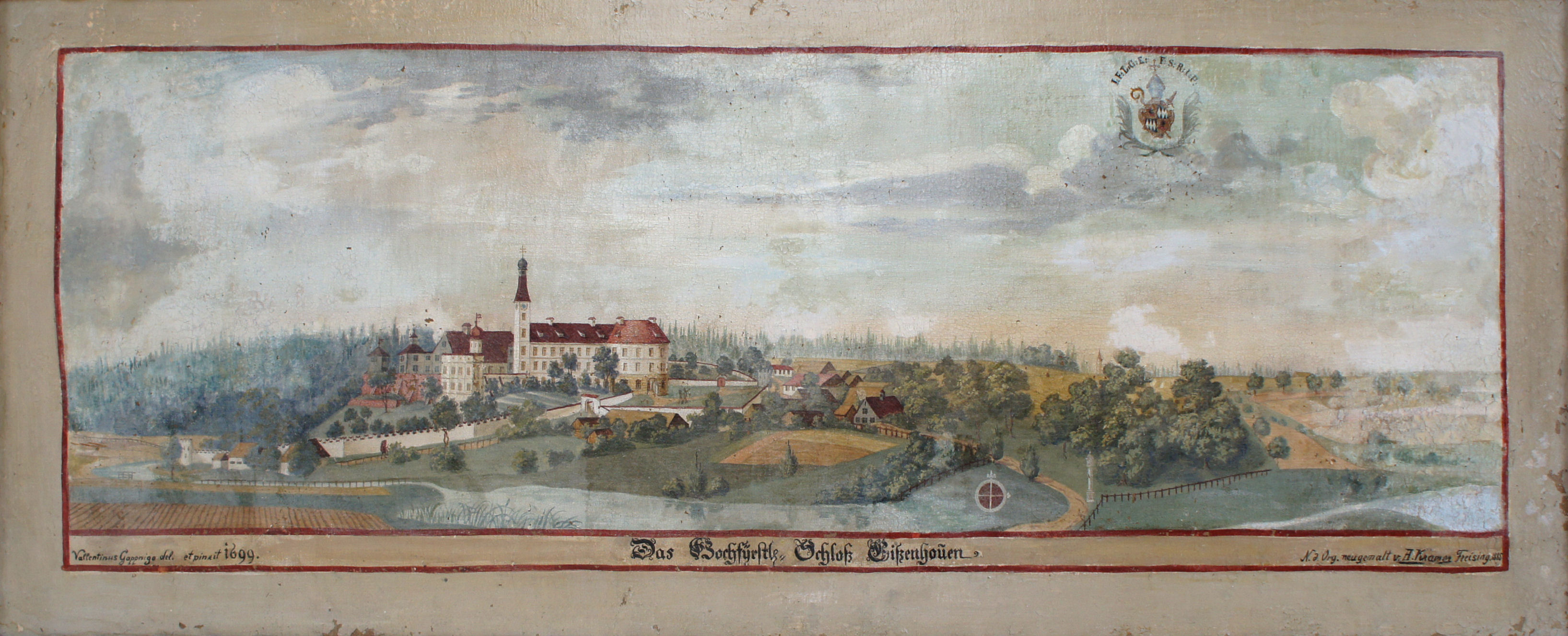
Schloss Eisenhofen im Fürstengang

Gappnigg kam 1698 nach Freising, nachdem ihn der Fürstbischof Johann Franz Eckher von Kapfing und Liechteneck beauftragt hatte, zur Ausschmückung des Fürstenganges seiner Residenz, Gemälde von den Besitzungen des Hochstiftes Freising anzufertigen. Insgesamt entstanden bis 1702 32 Gemälde. Die Gemälde befinden sich heute im Diözesanmuseum Freising und wurden durch Kopien ersetzt.
Gappnigg war für den Fürstbischof außerdem im Schloss und in der Kapelle Erching tätig; die beiden Denkmäler präsentieren sich auch heute noch so, wie der sie 1699 gemalt hat.